# Plutino
In astronomia, si dice plutino un plutoide o asteroide del sistema solare esterno che presenti una risonanza orbitale 2:3 con Nettuno. Il prototipo della famiglia è naturalmente Plutone, il primo oggetto con una simile orbita ad essere scoperto.
Sono oggetti transnettuniani appartenenti alla parte più bassa della fascia di Edgeworth-Kuiper, che, come Plutone, sono in risonanza col moto orbitale di Nettuno.
Hanno all'incirca un periodo orbitale di 247,32 anni e un'orbita con un semiasse di 39,401 UA.
I plutini costituiscono la parte più interna della fascia di Edgeworth-Kuiper; circa un quarto degli oggetti presenti in questa regione del sistema solare sono plutini.

## Prospetto
Segue un prospetto dei principali plutini conosciuti. Tecnicamente, anche i satelliti naturali di Plutone potrebbero essere inclusi in tale lista.
| Nome   | Nome      | Diametro medio (km) | Massa (kg)    | Raggio orbitale medio (UA) | Periodo orbitale (anni) | Eccentricità | Scoperta |
| ------ | --------- | ------------------- | ------------- | -------------------------- | ----------------------- | ------------ | -------- |
| 38083  | Radamanto | 180                 | ?             | 39,237                     | 245,787                 | 0,1541       | 1999     |
| 90482  | Orco      | 840 − 1 880         | (0,62-7)×1021 | 39,419                     | 247,492                 | 0,2255       | 2004     |
| 134340 | Plutone   | 2 300               | 13×1021       | 39,489                     | 248,540                 | 0,2488       | 1930     |
| 28978  | Issione   | < 822               | ?             | 39,539                     | 248,627                 | 0,2412       | 2001     |
| 38083  | Huya      | 300 − 700           | ?             | 39,722                     | 250,358                 | 0,2810       | 2000     |

## Parametri orbitali comuni

I principali plutini.

Distribuzione delle orbite dei plutini.

I diagrammi presentati pongono in sinossi i parametri orbitali e le dimensioni dei principali plutini con quelle dei tre maggiori rappresentanti della categoria, Plutone, Orco e Issione, individuabili grazie al colore bianco. Il satellite principale di Plutone, Caronte, non compare per esigenze rappresentative (il suo diametro, pari a 1207 km, è simile a quello di 90482 Orcus).
L'eccentricità delle orbite è rappresentata mediante segmenti rossi, che si estendono dal perielio all'afelio; l'inclinazione orbitale è rappresentata sull'asse delle ordinate.
Sebbene la maggioranza degli oggetti sia caratterizzata da inclinazioni orbitali relativamente modeste, alcuni di essi seguono orbite simili a quella di Plutone, con inclinazioni comprese fra 10 e 25° ed eccentricità nell'ordine di 0,20-0,25; i perielii di queste orbite si trovano all'interno dell'orbita di Nettuno (o in prossimità di essa), mentre gli afeli rasentano l'estremo esteriore della fascia di Edgeworth-Kuiper.
Oltre agli oggetti più massicci, sono posti a confronto altri tre asteroidi, per via delle loro caratteristiche peculiari. Questi oggetti sono indicati in giallo. Si tratta di:
- 2005 EK298, caratterizzato dalla più elevata inclinazione orbitale (40°);
- 2003 QV91, caratterizzato dall'eccentricità più alta (0,35), il cui perielio si trova a metà fra le orbite di Nettuno e di Urano e il cui afelio penetra abbondantemente nella regione del disco diffuso;
- 2002 KX14, caratterizzato da valori di eccentricità (0,04) e inclinazione (<0,5°) minimi.

Il secondo diagramma rappresenta la distribuzione dei 153 plutini conosciuti (a febbraio 2006). Al suo interno sono inseriti due istogrammi rappresentativi della distribuzione delle inclinazioni orbitali (intervallo: 5°) e delle eccentricità (intervallo: 0,05).